# Tanaostigmodes mosesi
Tanaostigmodes mosesi är en stekelart som beskrevs av Lasalle 1987. Tanaostigmodes mosesi ingår i släktet Tanaostigmodes och familjen Tanaostigmatidae. Inga underarter finns listade i Catalogue of Life.